# Ferdinand Baeyens
Pour les articles homonymes, voir Baeyens.
Le baron Ferdinand Baeyens, né à Ixelles le 19 avril 1837 et mort le 28 juillet 1914 à Natoye, est un banquier et financier belge. Il a été gouverneur de la Société générale de Belgique et a contribué à son essor.

## Biographie
Ferdinand-Livin Baeyens, né à Ixelles le 19 avril 1837, est le fils de Livin Baeyens, modeste boutiquier, et d'Ernestine Dotermont. Le 28 juillet 1866, il épouse à Hornu Rose Quenon qui lui donne quatre enfants. Ses enfants se marient dans la haute bourgeoisie et la noblesse. Il a notamment pour gendre le fils de Théophile de Lantsheere, ministre et président de la Chambre des représentants.
Il fait des études primaires et commence sa carrière professionnelle dès ses 14 ans comme commis aux écritures à la Société générale de Belgique. Gravissant les échelons, il dirige à 28 ans le secrétariat de la banque. Il entre au conseil de direction en 1874. En 1892, il succède à Victor Tesch au poste de gouverneur de la Société générale de Belgique.
C'est la première fois depuis l'histoire de la banque qu'un homme d'origine modeste accède à ce poste, jusqu'ici réservé aux grands notables. Dans cette période de crise, ses compétences et sa maîtrise de la finance vont lui permettre de développer des opérations de banque de dépôts, accentuant ainsi la vocation de banque mixte de la Société Générale.
Il est également présent dans de nombreux conseils d'administration de compagnies de chemin de fer : Haut et bas Flénu, Braine-le-Comte à Gand, Mons à Hautmont et Société d'études de chemins de fer en Chine.
C'est aussi sous l'impulsion de Ferdinand Baeyens que la Société générale de Belgique commence à s'implanter en dehors des frontières belges qui aboutit notamment à la création en 1902 de la Banque Sino-Belge en Chine puis de la Banque du Congo belge en 1909 et de la Banque Brésilienne Italo-Belge en 1911.
Il préside en 1910 le conseil d'administration de l'Exposition universelle de Bruxelles.
Ferdinand Baeyens gagne la confiance du roi Léopold II de Belgique, même s'il refuse dans un premier temps de participer à la colonisation du Congo. De 1906 à 1913, il dirige toutefois l'Union minière du Haut Katanga. En décembre 1909, il aide personnellement la baronne de Vaughan, maîtresse du roi Léopold II, à sauver sa fortune lorsqu'elle a dû quitter précipitamment la Belgique à la suite de la mort du roi Léopold II.
Il exerce ses différents mandats jusqu'en 1913 quand il démissionne pour raison de maladie.
Il décède au château de Mouffrin près de Natoye le 28 juillet 1914, jour du déclenchement de la Première Guerre mondiale.

## Hommages et distinctions
En 1904, il est anobli par le roi Léopold II de Belgique avec le titre de baron transmissible par ordre de primogéniture mâle.
Les distinctions suivantes lui ont notamment été décernées :
- Grand officier de l'ordre de Léopold (Belgique) ;
- Commandeur de la Légion d'honneur (France).

## Liens et sources
1. 1 2  Ginette Kurgan-Van Hentenryk, « Le patronat en Belgique (1880-1960) », sur Persée, 1998 (consulté le 3 juin 2024)
2. ↑  Manfred Pohl, Handbook on the History of European Banks, Aldershot, Sabine Freitag&Manfred Pohl, 1994 (lire en ligne), Page 84

- Notice dans un dictionnaire ou une encyclopédie généraliste :   - Biographie nationale de Belgique
- Gouverner la Générale de Belgique: essai de biographie collective Par G. Kurgan-van Hentenryk Publié par De Boeck Université, 1996  (ISBN 2804123219), 9782804123215, 268 pages
- Site Internet : http://users.telenet.be/expo1910/htm/comex.html